# 山内健二
山内 健二（やまうち けんじ、1899年12月11日 - 1969年7月1日）は、日本の実業家。大阪府出身。

## 経歴
大阪貿易学校を卒業した後に、1923年に山之内薬品商会(のちの山之内製薬)を設立し、社長に就任。1945年に会長に退いたが、1951年から1968年までに再び社長を務めた。
1969年7月1日食道腫瘍で死去。69歳没。